# Petr Kaňkovský
Petr Kaňkovský (* 20. ledna 1969) je bývalý český profesionální hráč ledního hokeje a hokejový reprezentant. Po skončení hráčské kariéry dělá trenéra. V sezoně 2018/2019 dělá asistenta trenéra v celku San Diego Sabers, hrající americkou ligu WSHL. Jeho bratrem je rovněž bývalý hokejista Roman Kaňkovský.

## Ocenění a úspěchy
- 1994 ČHL – Nejlepší střelec
- 1999 Postup s týmem HC Excalibur Znojemští Orli do ČHL
- 2002 1.ČHL – Nejlepší nahrávač
- 2003 1.ČHL – Nejlepší nahrávač
- 2003 1.ČHL – Nejlepší nahrávač v playoff
- 2003 1.ČHL – Nejproduktivnější hráč v playoff
- 2004 1.ČHL – Nejlepší nahrávač
- 2004 1.ČHL – Nejproduktivnější hráč
- 2004 1.ČHL – Nejlepší nahrávač v playoff
- 2004 1.ČHL – Nejproduktivnější hráč v playoff
- 2004 Postup s týmem HC Dukla Jihlava do ČHL
- 2007 1.ČHL – Nejlepší nahrávač
- 2007 1.ČHL – Nejproduktivnější hráč

## Prvenství
- Debut v ČHL – 14. září 1993 (HC České Budějovice proti AC ZPS Zlín)
- První asistence v ČHL – 14. září 1993 (HC České Budějovice proti AC ZPS Zlín)
- První gól v ČHL – 17. září 1993 (AC ZPS Zlín proti HC Pardubice, českému brankáři Radovanu Bieglovi)
- První hattrick v ČHL – 28. ledna 1994 (AC ZPS Zlín proti HC Stadion Hradec Králové)

## Klubová statistika
| Sezóna       | Klub                        | Soutěž       |    | Základní část | Základní část | Základní část | Základní část | Základní část |   | Play off | Play off | Play off | Play off | Play off |
| Sezóna       | Klub                        | Soutěž       | Z  | G             | A             | B             | TM            | Z             | G | A        | B        | TM       |          |          |
| 1987/1988    | ASD Dukla Jihlava           | ČSHL         | 4  | 1             | 0             | 1             | –             | –             | – | –        | –        | –        |          |          |
| 1988/1989    | ASD Dukla Jihlava           | ČSHL         | 27 | 5             | 3             | 8             | 23            | 12            | 7 | 8        | 15       | –        |          |          |
| 1989/1990    | ASD Dukla Jihlava           | ČSHL         | 50 | 21            | 19            | 40            | –             | –             | – | –        | –        | –        |          |          |
| 1990/1991    | ASD Dukla Jihlava           | ČSHL         | 52 | 15            | 25            | 40            | 13            | –             | – | –        | –        | –        |          |          |
| 1991/1992    | ASD Dukla Jihlava           | ČSHL         | 38 | 15            | 16            | 31            | –             | 8             | 4 | 1        | 5        | –        |          |          |
| 1992/1993    | ASD Dukla Jihlava           | ČSHL         | 43 | 27            | 23            | 50            | –             | –             | – | –        | –        | –        |          |          |
| 1993/1994    | AC ZPS Zlín                 | ČHL          | 41 | 28            | 23            | 51            | 72            | 3             | 1 | 0        | 1        | 2        |          |          |
| 1994/1995    | AC ZPS Zlín                 | ČHL          | 44 | 18            | 23            | 41            | 44            | 12            | 3 | 3        | 6        | 8        |          |          |
| 1995/1996    | HC Dukla Jihlava            | ČHL          | 39 | 15            | 33            | 48            | 64            | 8             | 4 | 4        | 8        | 4        |          |          |
| 1996/1997    | HC Dukla Jihlava            | ČHL          | 49 | 25            | 27            | 52            | 68            | 5             | 2 | 2        | 4        | 2        |          |          |
| 1997/1998    | HC Excalibur Znojemští Orli | 1.ČHL        | 46 | 16            | 28            | 44            | –             | 7             | 4 | 3        | 7        | 6        |          |          |
| 1998/1999    | HC Excalibur Znojemští Orli | 1.ČHL        | 48 | 24            | 27            | 51            | 76            | 7             | 1 | 3        | 4        | 4        |          |          |
| 1999/2000    | HC Excalibur Znojemští Orli | ČHL          | 49 | 12            | 17            | 29            | 44            | –             | – | –        | –        | –        |          |          |
| 2000/2001    | HC Excalibur Znojemští Orli | ČHL          | 42 | 7             | 19            | 26            | 32            | 7             | 4 | 1        | 5        | 8        |          |          |
| 2001/2002    | HC Dukla Jihlava            | 1.ČHL        | 40 | 20            | 25            | 45            | 67            | 13            | 1 | 8        | 9        | 10       |          |          |
| 2002/2003    | HC JME Znojemští Orli       | ČHL          | 0  | 0             | 0             | 0             | 0             | 1             | 0 | 0        | 0        | 0        |          |          |
| 2002/2003    | HC Dukla Jihlava            | 1.ČHL        | 39 | 11            | 34            | 45            | 91            | 12            | 4 | 10       | 14       | 24       |          |          |
| 2003/2004    | HC České Budějovice         | ČHL          | 10 | 1             | 3             | 4             | 2             | –             | – | –        | –        | –        |          |          |
| 2003/2004    | HC Dukla Jihlava            | 1.ČHL        | 39 | 17            | 42            | 59            | 54            | 16            | 7 | 11       | 18       | 18       |          |          |
| 2005/2006    | HC Benátky nad Jizerou      | 2.ČHL        | 29 | 6             | 18            | 24            | 38            | 9             | 3 | 7        | 10       | 14       |          |          |
| 2006/2007    | HC Dukla Jihlava            | 1.ČHL        | 44 | 24            | 47            | 71            | 112           | 4             | 1 | 2        | 3        | 8        |          |          |
| 2010/2011    | VSK Technika Brno           | 2.ČHL        | 11 | 4             | 4             | 8             | 20            | –             | – | –        | –        | –        |          |          |
| 2011/2012    | EV Moosburg                 | DEL5         | 30 | 55            | 71            | 126           | 14            | –             | – | –        | –        | –        |          |          |
| Celkem v NHL | Celkem v NHL                | Celkem v NHL | –  | –             | –             | –             | –             | –             | – | –        | –        | –        |          |          |

## Trenérská kariéra
- 2004/05 – BK Mladá Boleslav (CZE2) – hlavní trenér[p 5]
- 2007/08 – BK Mladá Boleslav (CZE2) – hlavní trenér[p 6]
- 2008/09 – HC Havířov Panthers (CZE2) – hlavní trenér[p 7]
- 2012/13 – EV Moosburg U16 (DEL3 U-16) – hlavní trenér
- 2014/16 – EV Moosburg (DEL4) – hlavní trenér[p 8]
- 2018/19 – San Diego Sabers (WSHL) – asistent trenéra

## Funkcionářská kariéra
- 2004/05 – BK Mladá Boleslav (CZE2) – sportovní manažer
- 2007/08 – HC Dukla Jihlava (CZE2) – sportovní manažer

## Hokejbal
Petr Kaňkovský je mistrem světa v hokejbalu z roku 1998.